# Edison, New Jersey
Edison, egentligen Edison Township, är en kommun i Middlesex County i den amerikanska delstaten New Jersey.
Kommunen har en yta av 79,5 km² och 99 967 invånare (2010).
Edison Township rankades av CNN Money Magazine 2008 som nummer 35 av de 100 bästa platserna i USA att bo i.

## Historia
Mellan 1876 och 1886 var Thomas Alva Edison verksam i området Menlo Park i kommunen, som då hette Raritan Township. Kommunen uppkallades efter Edison efter en folkomröstning 1954.